# Cachoeira de Minas
Cachoeira de Minas – miasto i gmina w Brazylii, w stanie Minas Gerais. Znajduje się w mezoregionie Sul e Sudoeste de Minas i mikroregionie Santa Rita do Sapucaí.